# Meerzorg
Meerzorg è un comune (ressort) del Suriname di 8.115 abitanti sul fiume Suriname sul lato opposto della capitale Paramaribo, dal 2000 è collegata con la capitale dal ponte Jules Wijdenbosch, chiamato così in onore del presidente del Suriname Jules Wijdenbosch.